# Ammoniumhexachlororuthenat
Ammoniumhexachlororuthenat ist das Ammoniumsalz der Hexachlororutheniumsäure.

## Gewinnung und Darstellung
Ammonium-hexachlororuthenat(IV) kann durch hinzufügen einer stöchiometrischen Menge Ammoniumchlorid zu einer Lösung die durch Einleiten von Ruthenium(VIII)-oxid und Chlor in eine verdünnte Chlorwasserstofflösung gewonnen werden.

## Eigenschaften
(NH4)2[RuCl6] bildet tiefdunkelrote Kristalle die hydrolyseempfindlich sind und die immer etwas Ammonium-pentachlorohydroxoruthenat(IV) (NH4)2[RuCl5(OH)] enthalten.

## Verwendung
Ammoniumhexachlororuthenat ist ein Zwischenprodukt bei der Wiederaufbereitung und Gewinnung von Ruthenium. Dabei wird Ammoniumhexachlororuthenat aus einer rutheniumhaltigen Lösung gewonnen und das Metall aus dem schwerlöslichen Ammoniumhexachlororuthenat durch Kalzination und nach mehreren Verfahrensschritten durch Reduktion mit Wasserstoff hergestellt.